# Альцман, Клавдия Павловна
Клавдия Павловна Альцман (13 ноября 1926 — 1 ноября 2010) — директор Улан-Удэнского тонкосуконного комбината имени Ленинского комсомола Бурятской АССР Министерства лёгкой промышленности СССР, Герой Социалистического Труда.

## Биография
Родилась в семье колхозника. В 1950 году окончила механический факультет Ивановского текстильного института.
В 1951—1953 годах — энергетик, заместитель главного механика, главный механик, в 1953—1970 и 1974—1992 годах — директор Улан-Удэнского тонкосуконного комбината, в 1970—1974 годах — заведующая отделом лёгкой, пищевой промышленности и торговли Бурятского обкома КПСС.
в 1992—2010 годах — генеральный директор ЗАО «Улан-Удэнская тонкосуконная мануфактура».
Была инициатором строительства фабрики первичной обработки шерсти, а затем объединения двух фабрик в одно предприятие — Тонкосуконный комбинат. Под её руководством рядовая фабрика превратилась в передовое текстильное производство, выпускающее ткани с международным знаком качества. На комбинате активно развивалась социальная инфраструктура: были построены жилые дома, общежития, медицинские и образовательные учреждения, организовано подсобное хозяйство. В последние годы предприятие испытывало серьезные трудности и было обанкрочено, не выдержав конкуренции с демпингующими китайскими производителями. Легендарный руководитель лишь ненадолго пережила родной комбинат, которому отдала практически всю свою жизнь.
В 1999—2004 годах — председатель Союза промышленников и предпринимателей Республики Бурятия.
Избиралась депутатом Верховного Совета Бурятской АССР, Народного Хурала Республики Бурятия 1-го созыва (1994—1998), делегатом XXVI съезда КПСС, депутатом Улан-Удэнского городского Совета народных депутатов.

## Награды и звания
- Герой Социалистического Труда (1981 год).
- Орден «За заслуги перед Отечеством» III степени (10.01.2003).
- Орден «За заслуги перед Отечеством» IV степени (07.06.1996).
- Орден Ленина (1971, 17.03.1981).
- Орден Трудового Красного Знамени (1966).
- «Знак Почёта» (1959).
- Заслуженный инженер Бурятской АССР (1962).
- Лауреат премии Совета Министров СССР (1989).
- Почётный гражданин города Улан-Удэ (9.09.1993).
- В 1995 году была награждена Золотой звездой «Европейская радуга» Международного конкурса за высокое качество тканей и общий имидж.